# Andries Bicker
Andries Bicker (Amsterdam, gedoopt 14 september 1586 - Amsterdam?, 24 juni 1652) heer van Engelenburg (bij Herwijnen) was een koopman en bewindhebber van de VOC, gedeputeerde der Staten-Generaal en kolonel in de schutterij. Hij dreef een pelshandel op Moscovië, waarmee hij schatten verdiende.
Bicker was een lid van het Amsterdamse regentengeslacht Bicker dat, samen met het het geslacht De Graeff, een halve eeuw lang het bestuur over de stad Amsterdam, over het gewest Holland en daarmee over de Republiek der Verenigde Nederlanden in handen heeft gehad. In 1646 - toen de Republiek op het hoogtepunt van haar macht stond - bekleedden zeven leden van de familie Bicker tegelijkertijd een politieke functie.
Andries Bicker was de leider van de "staatsgezinde" oppositie tegen stadhouder Frederik Hendrik van Oranje en samen met Jacob Dircksz de Graeff, de leider van de arminiaanse factie in de Amsterdamse regering.

## Biografie
De familie Bicker, bestaande uit zijn vader Gerrit Bicker, graanhandelaar, bierbrouwer en burgemeester, drie broers, Jacob, Jan en Cornelis Bicker, had een stevige greep op de toenmalige wereldhandel. De Bickers leverden schepen en zilver aan Spanje. Vondel dichtte over hen:
Zoo wyt als Bickers vlagh den grooten Oceaen

Beschaduwde, en doorsnee met ryck gelade schepen,

Die 's weerelts gouden oegst in Hollants boezem slepen.

Andries Bicker werd in 1616 lid van de vroedschap, in 1620 schepen en in 1627 voor de eerste keer burgemeester van Amsterdam. Hij trad door zijn kennis en gematigdheid op de voorgrond. In laatstgenoemd jaar werd hij naar Zweden en Polen afgevaardigd, om tussen deze landen een vrede te bemiddelen en tegelijkertijd nieuwe handelstraktaten voor de handel in de Oostzee te sluiten. Hij reed daarbij in de wielen van Isaac Massa.
Andries dreef een pelshandel op Moscovië, waarmee hij schatten verdiende. In 1631 was hij eigenaar van Spanderswoud in 's-Graveland, en het perceel waar nu het fraaie Trompenburgh staat. De familie Bicker was tevens betrokken bij de turfwinning in Drenthe. Bij de plechtige intocht van Maria de Medici in Amsterdam in 1638 verwelkomde hij deze vorstin uit naam der stedelijke regering, samen met Albert Burgh, Pieter Hasselaer, Antonie Oetgens van Waveren en Abraham Boom. In 1643 werd hij met Jacob de Witt naar Zweden gezonden, dit om tussen dit land en Denemarken te bemiddelen. Stadhouder Willem II bezorgde zijn zoon een politieke functie om hem te paaien. 

### Na de Vrede van Munster

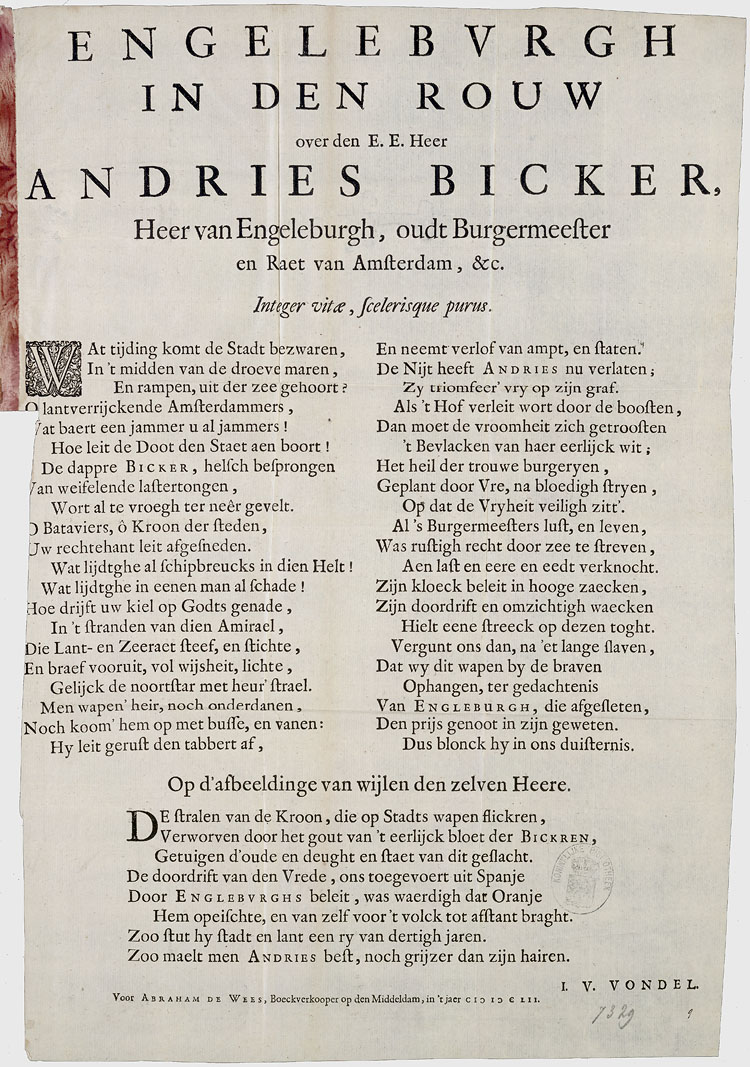
Gedicht van Joost van den Vondel

Andries Bicker steunde samen met zijn broer Cornelis, Jacob de Witt en Cornelis de Graeff het sluiten van de Vrede van Münster. Na het sluiten van de vrede - in mei 1650 - was hij van oordeel, dat het niet langer nodig was een kostbaar leger te onderhouden, zodat hij hierdoor in een heftig conflict kwam met prins Willem II. Toen de prins met zijn leger in aantocht was, werd dit ontdekt door de postbode van Hamburg op Amsterdam. Deze waarschuwde Gerard Bicker, de drost van Muiden (en de zoon van Andries), die onverwijld naar Amsterdam vertrok. Daar lieten de oud-burgemeester Andries en de regerende burgemeester Cornelis Bicker de bruggen ophalen, de poorten sluiten en het geschut in stelling brengen.
Na de mislukte aanslag op Amsterdam in 1650 was het ontslag van Andries Bicker en zijn broer Cornelis uit al hun ambten door De Graeff een der voorwaarden van het verdrag, dat na deze onderneming gesloten werd. Op 22 november 1650, na de plotselinge dood van de prins, werden de ontslagen weer teruggedraaid.
Zijn dochter Alida trouwde met Jacob Bicker, en Cornelia trouwde met Joachim Irgens, een schatrijke koopman uit Rendsburg en mijnbouwspecialist. Elisabeth Bicker (1631-1666) trouwde in 1662 met Salomon Sweers. 
Naar Bicker vernoemde straten zijn er in Den Haag, Amsterdam en Heerhugowaard.